# Імператор (рід грибів)
Імператор (Imperator) — рід грибів родини Boletaceae. Назва вперше опублікована 2015 року.

## Отруйність
У грибі Imperator torosus знайдено копрін - діюча речовина, що викликає отруєння при вживанні з алкоголем.

## Класифікація
Рід був виділений в 2015 році болгарським мікологом Борисом Асьовим і його  колегами.
Згідно з базою MycoBank до роду Imperator відносять 3 офіційно визнаних види:
- Imperator luteocupreus
- Imperator rhodopurpureus
- Imperator torosus

## Галерея

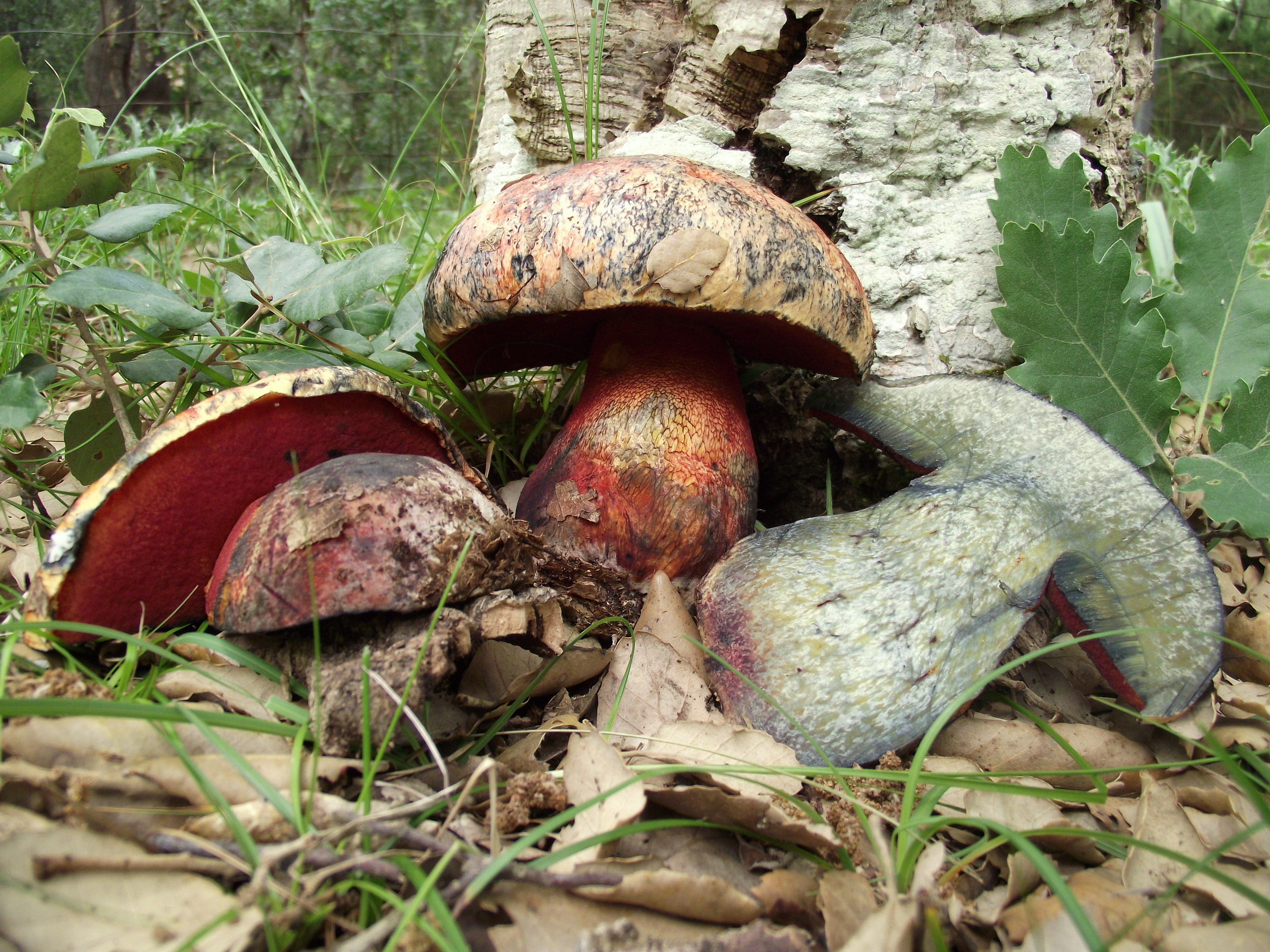
Imperator luteocupreus
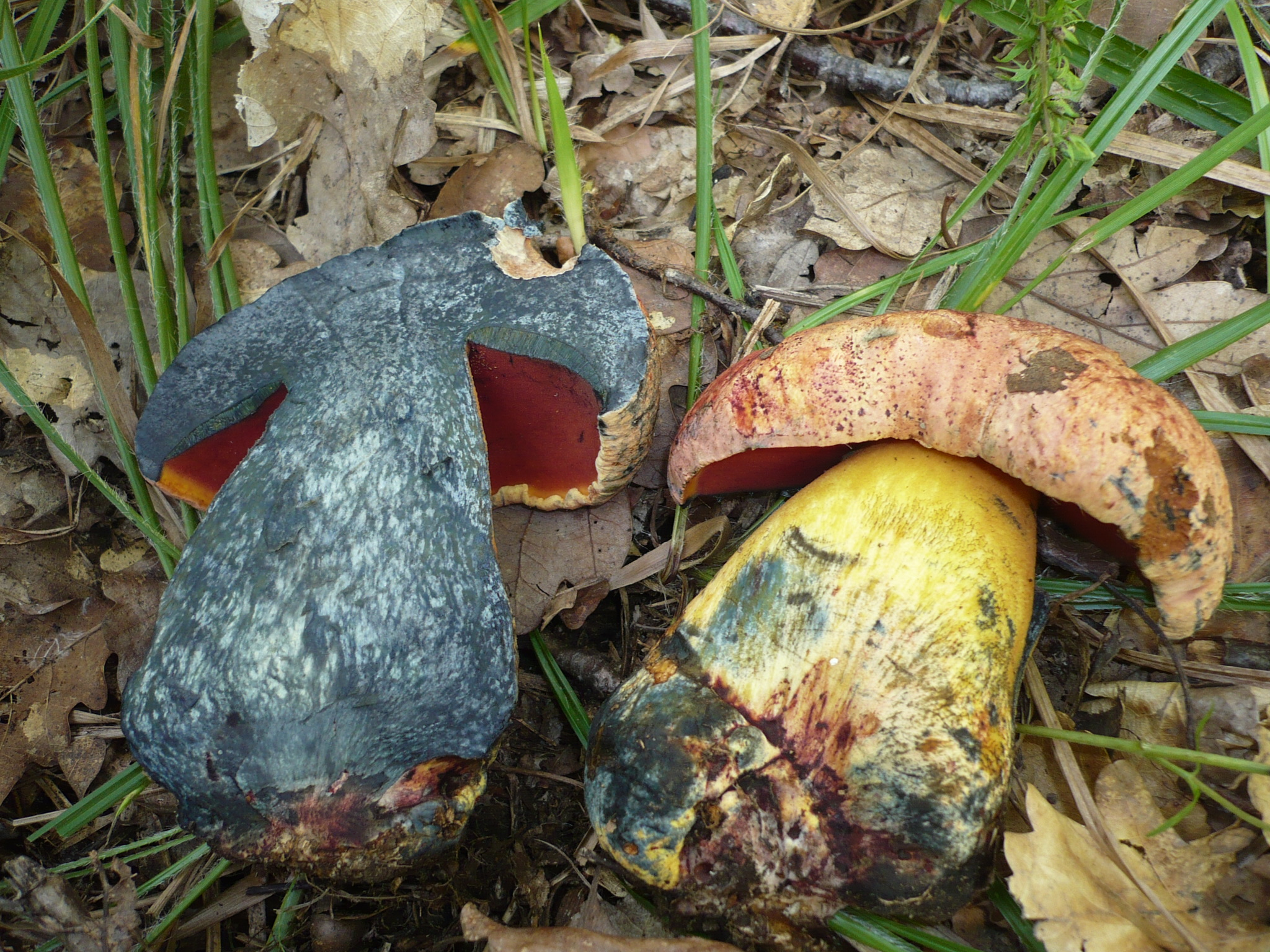
Imperator rhodopurpureus
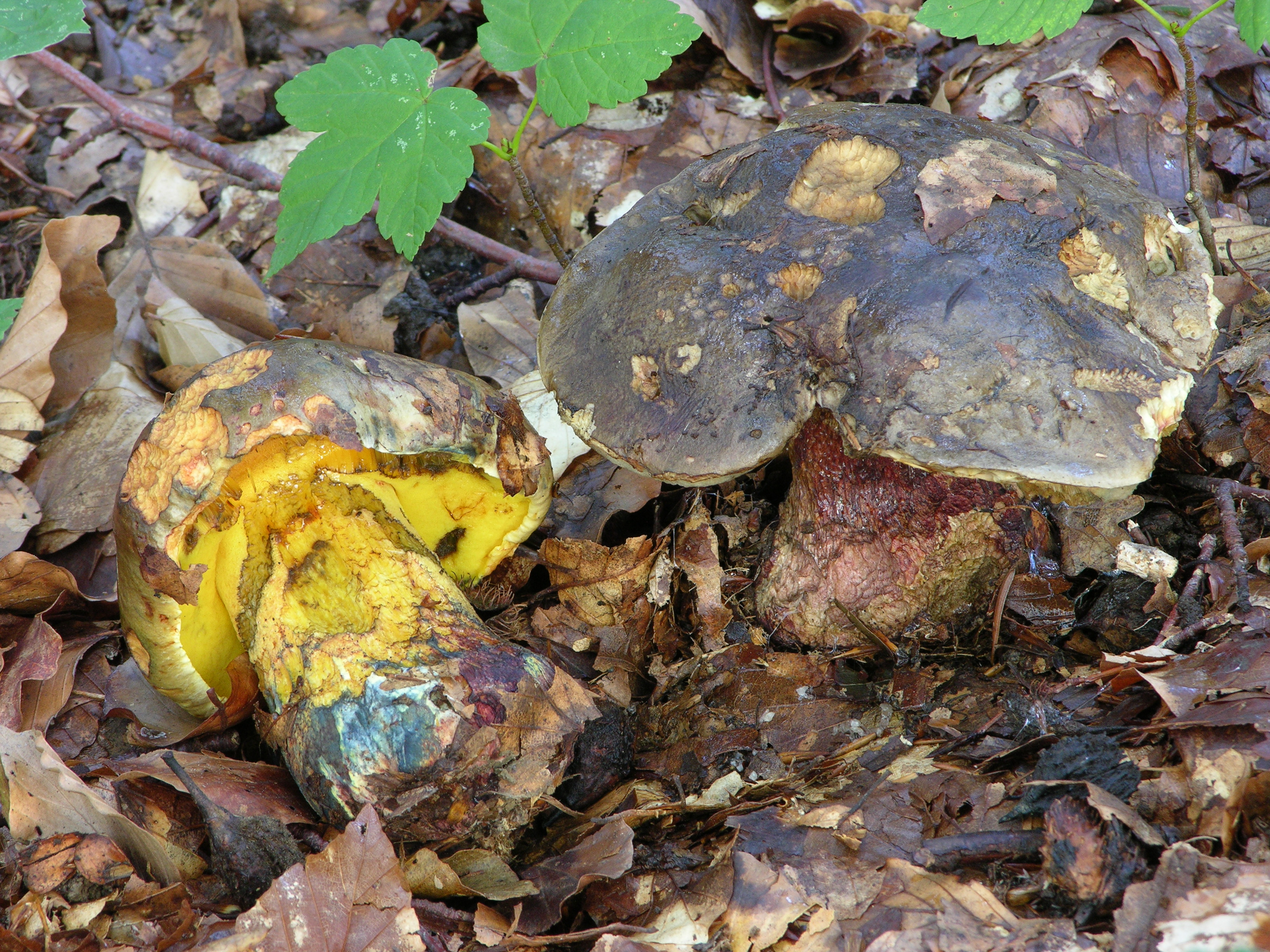
Imperator torosus